# Gōkon
Als Gōkon (jap. 合コン) oder Kompa (コンパ) wird in Japan ein Kuppeltreffen bezeichnet.
Diese Treffen werden jeweils von einer männlichen und einer weiblichen Person zusammen organisiert, jeder bringt die gleiche Anzahl männlicher bzw. weiblicher Bekannter mit, die die Eingeladenen des jeweils anderen Geschlechts nach Möglichkeit vorher nicht kennen sollten. Das Treffen findet üblicherweise in einer japanischen Kneipe statt. Durch zwanglose Unterhaltung und anzügliche Spiele sollen sich im Laufe des Abends Paare finden. Für die Paare endet der Abend mit dem Austausch von Telefonnummern, einem Zwischenstopp in der Karaoke-Box oder in einem Love Hotel.

## Wortherkunft
Das Wort Gōkon ist eine Abkürzung von gōdō kompa (合同コンパ), was sich grob mit Kuppeltreffen übersetzen lässt. Kompa ist wiederum die Abkürzung von kompanī (コンパニー), einem aus dem englischen Wort company gebildeten Lehnwort. Unter dem Wort „Kompa“ werden auch Partys und Treffen gefasst, die nicht primär der Kuppelei dienen, wie etwa das Willkommenheißen neuer Mitarbeiter bzw. Seminarmitglieder in der shinkan kompa (新歓コンパ). In letzter Zeit werden allerdings auch Gōkon völlig unverblümt als Yarikon (やりコン) (Sex-Kompa) in japanischen Studentenzeitschriften und Stadtmagazinen annonciert.

## Ablauf
Beide Organisatoren laden ihre Gäste in eine Kneipe ein, die oft allein zu diesem Zweck Tische reservieren und vorbereiten. Dann werden die Gäste so platziert, dass immer ein Mann und eine Frau nebeneinander sitzen. So ist es idealerweise so, dass neben einem Mann auf jeder Seite zwei Frauen und auf der Seite jeder Frau zwei Männer sitzen.
Ein beliebtes Spiel beim Kompa ist das Feuerzeugspiel. Bei diesem Spiel versucht jeder Teilnehmer ein reihum gehendes Feuerzeug zu entzünden. Schafft er es nicht, muss der jeweilige Spieler ein Glas Sake oder ähnliches leeren. Dieses Spiel ist beliebig variabel. So kann es auch gespielt werden, indem ein reihum gehendes Geldstück auf den Handballen gelegt und durch das Schlagen mit der Handinnenseite unter die Tischplatte ein Glas getroffen werden muss. Trifft einer der Spieler ein Glas, der nächste jedoch nicht, muss der zweite Spieler trinken. So wird erreicht, dass alle Gäste einen möglichst hohen Alkoholspiegel haben und ihre Hemmungen verlieren.
Ist der Alkoholspiegel angemessen hoch, ist ein weiteres sehr beliebtes Spiel das Königsspiel. Dabei wird ein Teilnehmer zum König ernannt und darf den anderen Spielern Befehle erteilen. Jeder dieser Befehle muss unbedingt ausgeführt werden. Allen Spielern werden außerdem laufende Nummern zugeteilt. So wird das Spiel vereinfacht. Befehle können beispielsweise sein: »Nummer 2 trinkt das Glas von Nummer 3 auf Ex aus« oder (im sexuellen Kontext) »Nummer 4 geht mit Nummer 5 auf die Toilette und hat dort für drei Minuten ‘Free Time’.« Die Beteiligten müssen dann also (Befehl ist Befehl!) für drei Minuten entweder vor die Tür oder auf die Toilette und können dort je nach Mut, Trunken- und Offenheit bereits einen Teil ihrer geplanten Projekte verwirklichen.
Ist dann ein kleiner sexueller Anreiz geschaffen und haben sich bereits erste Paare gefunden, geht es weiter zum Steigerungsspiel: Hierbei fängt ein Pärchen beispielsweise mit Händchenhalten an, was vom nächsten Paar (zum Beispiel mit einem Handkuss, einem Kuss auf den Mund und schließlich mit einem Zungenkuss) gesteigert werden muss.
Wollen zwei Mitspieler eine Aktion partout nicht ausführen, gibt es die Möglichkeit einer Änderung der Sitzordnung.
In der Regel enden solche Veranstaltungen mitten in der Nacht. Meist gibt es keinen Gast, der alleine nach Hause geht. Da ein solcher Fall einen Gesichtsverlust bedeuten würde, einigen Gäste sich manchmal, einfach so zu tun, als suchten sie nach der Veranstaltung ein Love Hotel auf, um anschließend wieder getrennter Wege zu gehen. Kompa dient fast nie zum Aufbau emotionaler Beziehungen, sondern eher als Verabredung zu One Night Stands.